# Code: Breaker
Code: Breaker (コード:ブレイカ?, Kōdo: Burēkā), stilizzato CØDE:BREAKER, è un manga di Akimine Kamijyo pubblicato sulla rivista Weekly Shōnen Magazine a partire da giugno 2008 e terminato nel luglio 2013. L'edizione italiana è stata curata dalla Planet Manga, etichetta di Panini Comics.
Nel 2012 il manga è stato adattato in una serie televisiva anime prodotta dalla Kinema Citrus.

## Trama
(Rei Ogami illustra l'etica di un Code: Breaker)
Sakura Sakurakoji è una liceale che, a dispetto del suo aspetto fragile, è appassionata di combattimento e arti marziali. Un giorno, mentre in autobus torna a casa, vede delle persone bruciare in un parco. Accanto a loro c'è un ragazzo, dalla cui mano sinistra scaturisce una fiamma azzurra, che il giorno seguente si rivelerà essere Rei Ogami, suo nuovo compagno di classe. Ogami, venuto a sapere che la ragazza è a conoscenza della sua vera natura, le rivelerà di essere un Code:Breaker, un giustiziere alle dipendenze dell'organizzazione segreta governativa Eden, il cui scopo è punire coloro che la legge non può punire e proteggere coloro che la giustizia non può proteggere. Da quel momento Sakura si prefigge come obiettivo di scongiurare qualsiasi omicidio ad opera del ragazzo. Capitolo per capitolo saranno introdotti tutti i Code:Breaker rimanenti e la loro guida, il Presidente del Comitato Studentesco, che si occuperà di allenare Ogami in modo che questi sia in grado di sconfiggere il Ricercato, che altri non è che suo fratello maggiore, deciso a impadronirsi di un misterioso potere appartenente a Eden.
In seguito i Code:Breaker saranno costretti ad affrontare la loro stessa organizzazione e un gruppo di Specie Rare, persone dotate dell'abilità di annullare i loro poteri, conosciuti come Angeli.

## Personaggi
Sakura Sakurakoji (櫻小路 櫻?, Sakurakōji Sakura)
Doppiata da: Yōko Hikasa
È la protagonista femminile dell'opera. La storia è raccontata dal suo punto di vista. Sakura è una liceale dall'aspetto fragile e delicato, che attira i maschi suscitando sentimenti di protezione. Contrariamente a quanto possa sembrare, Sakura è appassionata di combattimento ed è terzo dan di aikidō e quarto dan di judo e karate. Rifiuta i ragazzi che le si dichiarano sostenendo che non conoscono la sua vera natura. È molto buona e fin troppo ingenua, cerca sempre di andare d'accordo con tutti. Sakura è una Specie Rara (珍种?, Chinshu) e può annullare i poteri speciali dei Code:Breaker e dei Re-Code. In quanto Specie Rara, Sakura non può essere colpita dal potere speciale di nessuno. Inoltre può annullarne l'effetto sulle altre persone con il contatto fisico. Un'altra particolarità che le offre il suo stato è quello di trasferire i poteri, come accade durante lo scontro tra Ogami e Yuki: Sakura, abbracciando Yuki, trasferisce il suo potere del suono al Code:06. Il suo sangue di Specie Rara è anche utilizzato in un antidoto creato da Shibuya che inverte il processo di rimpicciolimento che colpisce le Specie Rare, compresa Sakura.
Rei Ogami (大神 零?, Ogami Rei)
Doppiato da: Nobuhiko Okamoto
È il primo Code:Breaker di cui Sakura fa la conoscenza ed il protagonista maschile dell'opera. Fa parte dei Code:Breaker con il codice Code:06, in cui è entrato per cercare indizi utili a trovare il Ricercato, suo fratello maggiore. Ogami è inizialmente un ragazzo senza emozioni, dedito solo all'adempimento del suo incarico. Tuttavia, dopo aver conosciuto Sakura ed essersi ritrovato suo malgrado insieme agli altri Code:Breaker, diviene leggermente più spontaneo. Trova che Sakura sia un interessante oggetto di studio, e più volte dice che è buffa e anche stupida, in quanto la ragazza è sempre convinta di potersela cavare in ogni situazione. Quando Haruto, il killer a cui Ogami ha carbonizzato un braccio, si presenta nella sede del Clan Kizakura, il cui capo è Gotoku Sakurakoji, il Code:Breaker non lo uccide dopo aver visto Sakura affrontare le sue fiamme azzurre pur di salvargli la vita. Si preoccupa continuamente per l'incolumità della ragazza e, quando lei viene rapita dal Ricercato, Ogami appare distratto, tanto da venire a scuola in pigiama, con una flebo attaccata al braccio e la cartella piena di cibo in scatola. È particolarmente accondiscendente nei riguardi di Yuki, nonostante con il progredire della serie diventi sempre meno freddo.

## Media

### Manga
Il manga, scritto e disegnato da Akimine Kamijyo, è stato serializzato dal 9 giugno 2008 al 17 luglio 2013 sulla rivista Weekly Shōnen Magazine edita da Kōdansha. I vari capitoli sono stati raccolti in ventisei volumi tankōbon pubblicati dal 17 ottobre 2008 al 17 settembre 2013.
In Italia la serie è stata pubblicata da Panini Comics sotto l'etichetta Planet Manga nella collana Manga Superstars dal 28 gennaio 2010 al 21 agosto 2014.

### Anime
Nel 2012 il manga fu adattato in una serie televisiva anime prodotta dallo studio Kinema Citrus e trasmessa in Giappone su Tokyo MX e le relative reti affiliate dal 6 ottobre al 29 dicembre 2012 per un totale di tredici episodi. La sigla d'apertura è Dark Shame (lett. "Vergogna oscura") cantata dalla rock-band Granrodeo mentre quella di chiusura è Shiroi Crow (シロイカラス?, Shiroi Karasu, lett. "Corvo bianco") interpretata da Ken'ichi Suzumura. In Nord America i diritti di distribuzione sono stati acquistati da Funimation che ha pubblicato la serie in simulcast sul proprio sito web e su Hulu. Gli episodi sono stati raccolti in sette volumi Blu-ray e DVD pubblicati dal 21 dicembre 2012 al 21 giugno 2013. Inoltre tra il 17 dicembre 2012 e il 17 aprile 2013 furono distribuiti tre episodi OAV in allegato alle edizioni limitate dei volumi 22, 23 e 24 del manga.
La trasposizione animata vede scontrarsi i Code: Breaker contro Hitomi, l'ex code:01, che dopo essere venuto a conoscenza del Code:end ovvero la morte dei Code:Breaker a causa dei loro stessi poteri, prova a parlare con il Primo Ministro. Durante questo colloquio Hitomi viene attaccato, e decide quindi di vendicarsi dell'Eden rapendo il Primo Ministro e piazzando delle bombe in diversi punti del Giappone, così che le persone si vedano costrette a chiedere aiuto e portando così alla luce l'esistenza dei Code:Breaker. Alla fine questo tentativo di ribellione verrà sventato e Hitomi verrà sconfitto da Ogami Rei, il code:06. Subito dopo la sua sconfitta muore a causa del Code:end.

#### Episodi
| Nº    | Titolo italiano (traduzione letterale) Giapponese 「Kanji」 - Rōmaji | In onda          | In onda |
| Nº    | Titolo italiano (traduzione letterale) Giapponese 「Kanji」 - Rōmaji | Giapponese       |         |
| 1     | Il grande giudizio di Dio 「大いなる神の審判」 - Ōi naru kami no shinpan | 6 ottobre 2012   |         |
| 2     | Il fiore blu a spirale che sboccia in fiamme 「燃え咲く螺旋の青い花」 - Moe saku rasen no aoi hana | 13 ottobre 2012  |         |
| 3     | Valore arrabbiato, un martello scolpito 「怒れる勇気・刻まれる鉄槌」 - Ikare ru yūki. Kizama reru tettsui | 20 ottobre 2012  |         |
| 4     | Grido di guerra 「鬨の声」 - Kō no koe | 27 ottobre 2012  |         |
| 5     | Banchetto dei desideri 「願いのうたげ」 - Negai nōtage | 3 novembre 2012  |         |
| 6     | Lost One 「ロストワン」 - Rosuto Wan | 10 novembre 2012 |         |
| 7     | Sakura, nella luce 「桜、光の中に」 - Sakura, hikari no nakani | 17 novembre 2012 |         |
| 8     | Re e soldato, bambino e casa 「王と兵、子と家」 - Ou to hei, ko to ie | 24 novembre 2012 |         |
| 9     | Tempo fermo 「止まった時間」 - Toma tta jikan | 1º dicembre 2012 |         |
| 10    | Il mondo che la gente vede 「人の見る世界」 - Hito no miru sekai | 8 dicembre 2012  |         |
| 11    | 50.000 ostaggi 「5万人の人質」 - 5 man-ri no hitojichi | 15 dicembre 2012 |         |
| 12    | Diavoli. Dio e l'uomo. Sakura che veglia 「魔王・神と人・見守る桜」 - Maō. Kami to hito. Mimamoru Sakura | 22 dicembre 2012 |         |
| 13    | Un fiore che sboccia con Dio 「最終話 神と咲く花」 - Saishū wa kami to saku hana | 29 dicembre 2012 |         |
| OAV 1 | La grande strategia Chocochoco 「チョコチョコ大作戦」 - Chokochoko dai sakusenLa grande strategia del Marshmallow 「マシュマロ大作戦」 - Mashumaro dai sakusenelectric bird 「electric bird」Cinema Nyanmaru 「にゃんまる劇場」 - Nyanmaru gekijō                                            | 17 dicembre 2012 |         |
| OAV 2 | Lost Summer 「ロストサマー」 - Rosuto SamāSotto il ciliegio 「桜の木の下で」 - Sakura no kinoshitadeContinua il cinema Nyanmaru 「続・にゃんまる劇場」 - Zoku Nyanmaru gekijōIl romanzo sensuale teatrale di Masaomi Heike 「平家将臣・官能小説劇場」 - Heike Masaomi kan'nō shōsetsu gekijō | 15 febbraio 2013 |         |
| OAV 3 | Capitolo 1: Abilità diverse 「第一章 異能篇」 - Dai isshō inō-henCapitolo 2: Combattimento feroce! 「第二章 激闘篇!」 - Dai nishō gekitō hen!Capitolo 3: La storia invernale di Shibuya 「第三章 渋谷荘冬物語篇」 - Dai sanshō Shibuya sō fuyu monogatari-hen                                | 17 aprile 2013   |         |

## Accoglienza
Bamboo Dong di Anime News Network trattò i primi tre episodi dell'anime e affermò che per essere un'opera così piena di azione ed elementi soprannaturali si rivelava poco avvincente, probabilmente per via della presenza di altre serie contemporanee con le medesime tematiche ma più emozionanti e questo la rendeva generica. Nonostante i personaggi fossero in grado di sfruttare i loro poteri per far esplodere persone ed edifici in mille pezzi con delle fiamme colorate, sembrava più un thriller in cui bisognava unire i vari punti della storia. Dong trovò noiosa l'etica dei Code:Breaker che vide come una pigra sostituzione allo sviluppo dei personaggi. In un mare di scene d'azione, Code: Breaker era molto povero di contenuti. Lo stesso recensore tornò a parlare anche degli episodi che andavano dal numero quattro al sei e questa volta sostenne che l'azione fine a sé stessa non era un vero e proprio intrattenimento. Code: Breaker era pieno di scene di morte e distruzione, ma il recensore non riusciva a trovare un minimo di attaccamento alla sua trama. Secondo Dong i motivi principali erano due; il primo erano i personaggi incredibilmente stereotipati, Sakura era la ragazza più formidabile possibile, dal suo implacabile impegno per la giustizia al suo status a scuola di ragazza che tutti adorano mentre i vari Code:Breaker erano praticamente identici se non per i poteri, mostrandosi blandi e vagamente interessanti. Il secondo motivo era legato al fatto che quando i personaggi non stavano combattendo o non incontravano gli altri Code:Breaker finivano tutti quanti per assumere un ruolo comico fuori contesto. In definitiva, anche se la serie stava cercando di introdurre colpi di scena come nuovi antagonisti e società oscure, tutto sembrava qualcosa di già visto. Dai personaggi esperti nell'utilizzo delle loro capacità alla ragazza che voleva la giustizia, Code: Breaker non portava nulla di nuovo in tavola. Anche le designazioni dei buoni e dei cattivi sembravano fatte con pigrizia, soprattutto perché la serie manteneva tutto volutamente sul vago e questo sistema non funzionava per prendere un potenziale spettatore.